# Afranthidium capicola
Afranthidium capicola är en biart som först beskrevs av Brauns 1905.  Afranthidium capicola ingår i släktet Afranthidium och familjen buksamlarbin. Inga underarter finns listade i Catalogue of Life.